# Nemesis (satellite)
Pour les articles homonymes, voir Némésis (homonymie).
Nemesis est une famille de satellites militaires de renseignement d'origine électromagnétique (COMINT/SIGINT) développée par les États-Unis et lancés en 2009 et 2014. D'après les informations disponibles, ils sont chargés d'intercepter les communications passant par des satellites de télécommunications étrangers placés en orbite géostationnaire et de localiser leurs sources. Ces satellites, développés par Lockheed Martin, utilisent une plateforme commerciale et sont placés sur une orbite géostationnaire. Ils présentent la particularité de changer régulièrement d'emplacement afin de se positionner à proximité immédiate du satellite dont ils doivent intercepter les communications. Leur rôle a été révélé par les  documents secrets publiés par Edward Snowden. 

## Historique
La série Nemesis est développée pour répondre à des besoins de renseignement militaire et ses caractéristiques sont secrètes. Son rôle a été en partie dévoilé en 2016 grâce aux documents secrets publiés par Edward Snowden,.

## Caractéristiques techniques
Les deux satellites de la série ont été construits par Lockheed Martin en utilisant une plateforme de satellite de télécommunications géostationnaire civil A2100A. Ils sont stabilisés 3 axes. La vue d'artiste disponible montre qu'il dispose d'antennes paraboliques orientables. 

## Historique des lancements
Tous les lancements des Nemesis ont eu lieu depuis le pas de tir LC-41 de la base de lancement de Cape Canaveral en Floride.
| Désignation                    | Date de lancement | Lanceur     | Identifiant Cospar | Remarques |
| ------------------------------ | ----------------- | ----------- | ------------------ | --------- |
| Nemesis 1 (PAN, P360, USA 207) | 8 septembre 2009  | Atlas V 401 | 2009-047A          |           |
| Nemesis 2 (CLIO, USA 257)      | 17 septembre 2014 | Atlas V 401 | 2014-055A          |           |